# Dragomir Josifow
Dragomir Josifow (bulgarisch Драгомир Йосифов; * 11. Juni 1966 in Warna) ist ein bulgarischer Komponist, Dirigent und Pianist.
Er studierte Chor- und Orchesterleitung sowie Komposition bei Lasar Nikolow und Boschidar Spassow an der Nationalen Musikakademie Sofia. Später ergänzte er seine Kompositionsstudien bei Theo Loevendie und Ton de Leeuw in Amsterdam sowie bei Anatol Vieru in Bukarest. Er gründete das Ensemble Musica Nova Sofia, leitete den Chor Prof. Wassil Arnaudow und den Chor von Radio Bulgarien. Derzeit ist er Chordirektor an der Oper in Plowdiw.
Seine Werke wurden bei der Musik-Biennale Berlin, beim Moskauer Herbst und in Triest aufgeführt. 1998 gewann er beim Kompositionswettbewerb Prof. Ivan Spassov in Plowdiw den ersten Preis. Er komponiert vor allem Instrumentalwerke, in denen er durch experimentelle Spieltechniken und Mikrochromatik Klangfarbenbewegungen mit ständigen Transformationen erzeugt.